# Canon van Limburg
De Canon van Limburg is een verzameling van gebeurtenissen uit de geschiedenis van Nederlands Limburg. 
In 2006 werd in opdracht van de Nederlandse staat de Canon van Nederland samengesteld, waarin de geschiedenis van Nederland wordt samengevat. In navolging hiervan werden regionale en lokale canons opgesteld. Op initiatief van de commissie Educatie van het Limburgs Geschied- en Oudheidkundig Genootschap werd de Canon van Limburg samengesteld. De Canon bestaat uit 59 gebeurtenissen (vensters genoemd), verdeeld over tien tijdvakken. De eerste versie van de Canon werd gepresenteerd in november 2009 en moet worden beschouwd als een discussiestuk waar men meer bijdragen aan kan leveren. 
| Venster                                                                                          | Uitleg |
| 1. Jagers & boeren (tot 3000 v.Chr.)                                                             | 1. Jagers & boeren (tot 3000 v.Chr.) |
| ------------------------------------------------------------------------------------------------ | --- |
| 1.1. Het Belvédere-mes                                                                           | Jagers en verzamelaars, neanderthalers |
| 1.2. Rendierjagers langs de Maas                                                                 | |
| 1.3. De bandkeramische nederzettingen te Elsloo                                                  | Boeren; grote stap in onze moderne menselijke ontwikkeling |
| 2. Grieken & Romeinen (3000 v.Chr. – 500 n.Chr. )                                                | |
| 2.1. De Eburonenschat van Amby                                                                   | Aandacht voor de Keltische en Germaanse stammen in het algemeen (bijvoorbeeld de Eburonen); overgangsperiode IJzertijd-Romeinse Tijd                                                                                  |
| 2.2. Villa Voerendaal                                                                            | Het villalandschap (opkomst Romeinse platteland) |
| 2.3. De thermen van Heerlen                                                                      | De thermen in Heerlen als voorbeeld van de bloei van de Romeinse samenleving; vormen van urbanisatie in Heerlen en Maastricht, nieuwe ambachten (pottenbakkers etc.) en Romeinse nederzettingen                       |
| 2.4. Over wegen en water                                                                         | De ‘Via Belgica’ en de Maas als onderdeel van de Romeinse transportinfrastructuur aan de grenzen van het Rijk (Laat-Romeinse Samenleving)                                                                             |
| 2.5. De Kesselse helm met Christenmonogram                                                       | Volksverhuizingen, Frankische stammen en kerstening (transformatie Romeinse samenleving) |
| 3. Monniken & ridders (500 – 1000)                                                               | |
| 3.1. De Sint-Servatiussleutel                                                                    | Aandacht voor de institutionalisering van religiositeit in kerkelijke termen, mannen als dragers van kerkelijk gezag, en Maastricht als Merovingisch/Frankisch kerkelijk centrum.                                     |
| 3.2. De Stiftdames van Susteren                                                                  | De stiftdames van Susteren en de opkomst van kloosters, daaraan gekoppeld de maatschappelijke rol van vrouwen in de Frankische Tijd (ca. 480-890).                                                                    |
| 3.3. Het Verdrag van Meerssen (870)                                                              | Het Verdrag van Meerssen (870). Ook focus op Karel de Grote, maar binnen een breder politiek-geografisch perspectief.                                                                                                 |
| 3.4. Koning Zwentibold                                                                           | Aandacht voor de relatie tussen historische actoren en sociaal-landschappelijke elementen zoals het leenstelsel en het kasteel.                                                                                       |
| 4. Steden & staten (1000 – 1500)                                                                 | |
| 4.1. De ontginning van Rolduc                                                                    | De ontginning van Rolduc als onderdeel van de grote ontginningsgolf. |
| 4.2. Hendrik van Veldeke                                                                         | Hendrik van Veldeke gekoppeld aan de culturele Renaissance van de Twaalfde Eeuw. |
| 4.3. Hanzestad Venlo                                                                             | Hanzestad Venlo en handel aan de Maas. |
| 4.4. De vestingwerken van Sittard                                                                | Opkomst en ontwikkeling van vestingbouw(kunde) in de (middel)grote steden (zoals Sittard). |
| 4.5. De ‘Zesmannen’ van Roermond                                                                 | Stadsbestuur (Roermond) in de Hoge en Lage Middeleeuwen, inclusief de Joodse gemeenschap. |
| 4.6. Maria, hertogin van Gelre en Gulik                                                          | Maria, hertogin van Gelre en Gulik. Politiek en cultuur in een groter geografisch perspectief, inclusief vroege vormen van ‘slavernij’ (mensenhandel in relatie tot Kruistochten).                                    |
| 4.7. Van honger, ziekte en oorlog, verlos ons Heer                                               | Overleven in barre tijden. |
| 5. Ontdekkers & hervormers (1500 – 1600)                                                         | |
| 5.1. Mattheus Herbenus Traiectensis, humanist                                                    | Mattheus Herbenus. Aandacht voor een kennisverwerving op humanistische leest. |
| 5.2. De Meester van Elsloo                                                                       | De kunsten in het Maasland. |
| 5.3. Anna van Egmond en de Opstand                                                               | Anna van Egmond en de Opstand (reformatie). |
| 5.4. De instelling van het Bisdom Roermond (1559)                                                | Het Bisdom van Roermond en de contrareformatie. |
| 5.5. Wie mag er trouwen?                                                                         | Huwelijksrestrictie als methode om de bevolkingsomvang in toom te houden. |
| 6. Regenten & vorsten (1600 – 1700)                                                              | |
| 6.1. Het Beleg van Venlo (1632)                                                                  | Als onderdeel van grotere politiek-territoriale structuren, inclusief aandacht voor voortschrijdende vestingbouwkunde.                                                                                                |
| 6.2. Maastrichtse boekdrukkunst                                                                  | Maastrichtse drukkers, inclusief papierproductie in papiermolens aan beken en rivieren. |
| 6.3. De simultaankerk van Eijsden                                                                | De simultaankerk van Eijsden en de Latijnse scholen van kloosterlingen in de steden, zoals die van Sittard, Roermond en Maastricht.                                                                                   |
| 6.4. De bakhuisjes van Mechelen                                                                  | De bakhuisjes van Mechelen als uitwerking van het dagelijks leven in een dorp en eetcultuur in het algemeen. |
| 7. Pruiken & revoluties (1700 – 1800)                                                            | |
| 7.1. Het Gelders Overkwartier in vieren gedeeld (1713)                                           | Aandacht voor grotere politiek-territoriale structuren. |
| 7.2. De Meinweg en de overlevingslandbouw                                                        | Gemeenschappelijke gronden in het Ancien Regime. |
| 7.3. De Bokkenrijders                                                                            | De Bokkenrijders en armoede en rechtspraak op het platteland. |
| 7.4. Vrijmetselaarsloges                                                                         | Vrijmetselaarsloges als voorbeeld van genootschapscultuur en Verlichte ideeën in de steden. |
| 7.5. Baron van Keverberg                                                                         | Baron van Keverberg Maaslandse regenten in de Franse Tijd. |
| 7.6. Zuigelingen- en kindersterfte                                                               | Overlevingskansen van pasgeborenen en kinderen in “de goede oude tijd”. |
| 8. Burgers & stoommachines (1800 – 1900)                                                         | |
| 8.1. Limburg volledig Nederlands (1867)                                                          | Aandacht voor grotere politiek-territoriale structuren. |
| 8.2. Harmonieorkest Sint Caecilia Mheer (1821)                                                   | Muziekgezelschappen: met name harmonieën en fanfares. |
| 8.3. Brikkenbakkers en andere grensoverschrijdende arbeidsmigranten                              | Seizoens- oftewel trekarbeid, alsmede pendelmigratie. |
| 8.4. Sankt Ludwig en de kloostercultuur                                                          | Het fenomeen refugiekloosters (Pruisen en Frankrijk) en het maatschappelijke engagement van kloostergemeenschappen (toegespitst op de ziekenzorg), inclusief schaduwkanten (lichamelijk en geestelijk misbruik).      |
| 8.5. Het oudste station van Nederland: Valkenburg                                                | De grote wereld die steeds kleiner wordt als gevolg van infrastructurele ontwikkelingen; de IJzeren Rijn. Valkenburg krijgt een station.                                                                              |
| 8.6. Stakende vrouwen tegen Regout                                                               | Stakingen tegen de arbeidsomstandigheden van in de Sphinxfabriek van Petrus Regout. Ook aandacht voor Willem Vliegen en het oprukkende socialisme.                                                                    |
| 8.7. Pierre Cuypers                                                                              | Het atelier van Pierre Cuypers als onderdeel van een landschap van Roermondse kunstateliers (Atelier Cuypers-Stoltzenberg, F. Stoltzenberg, Atelier F. Nicolas en Zonen), katholieke emancipatie/reveil.              |
| 8.8. Eugène Dubois                                                                               | Eugène Dubois als exempel van wetenschappelijke evolutie en anti-kerkelijke opvattingen. |
| 8.9. Geboortebeperking                                                                           | Een revolutionaire verandering van het mensenleven. |
| 9. Wereldoorlogen (1900 – 1950)                                                                  | |
| 9.1. De dodendraad: Limburg in de Eerste Wereldoorlog                                            | De dodendraad, de grootschalige opvang van vluchtelingen en de smokkel/zwarte handel tijdens de Eerste Wereldoorlog in Limburg.                                                                                       |
| 9.2. Charles Ruijs de Beerenbrouck                                                               | Charles Ruijs de Beerenbrouck. Ook aandacht voor Mathilde Haan als vrouwelijke actor in een door mannen gedomineerd speelveld op lokaal niveau.                                                                       |
| 9.3. Staatsmijn Emma                                                                             | Staatsmijn Emma als voorbeeld van mijnbouw. |
| 9.4. Voetbalclub Rooms in Alles (Nieuwstadt)                                                     | Het sociaal-culturele ‘systeem’ van het instituut Katholieke Kerk. |
| 9.5. Graaf de Marchant et d’Ansembourg en de opkomst van het nationaalsocialisme                 | Graaf Max de Marchant et d'Ansembourg en de opkomst van het nationaalsocialisme. Onder meer tot uiting komend in politieke steun voor de NSB in termen van electorale aanhang (1935) en lidmaatschap van de beweging. |
| 9.6. Edith Stein en de Holocaust                                                                 | Edith Stein en de Holocaust. Limburg tijdens de Tweede Wereldoorlog. Ook aandacht voor mijnwerkersstaking. |
| 9.7. Grensgangers: Limburgers in het buitenland tijdens de Lange Tweede Wereldoorlog (1940-1949) | Nadruk op continuïteit in oorlogsbeleving. Inclusief (verplichte) arbeidsinzet, vrijwillige dienst bij de Waffen-SS en dienstplicht in manschappen van Indiëgangers                                                   |
| 9.8. De Wederopbouw                                                                              | De wederopbouw en de mislukte doorbraakgedachte. |
| 10. Televisie & computer (1950 – heden)                                                          | |
| 10.1. Nieuwe Limburgers                                                                          | Aandacht voor migratie: de influx van bevolkingsgroepen en gemeenschappen. |
| 10.2. De landbouw                                                                                | Van gemengd bedrijf naar zorgboerderij. |
| 10.3. De toespraak van Joop den Uyl                                                              | De toespraak van Joop den Uyl: van zwart naar groen, inclusief sociale problematiek in Heerlen. |
| 10.4. Leren in Limburg                                                                           | Komst van twee universiteiten en ontplooiing van het hoger onderwijs. |
| 10.5. Leven en dood                                                                              | Recente bevolkingsontwikkeling. |
| 10.6. Pinkpop                                                                                    | Toenemende welvaart en andere vormen van vrijetijdsbesteding (zoals Pinkpop), jeugdcultuur/ tweede feministische golf.                                                                                                |
| 10.7. Religieuze transities                                                                      | Religieuze transities en de jaren 1960 als kantelpunt. |
| 10.8. Limburgers in een globaliserende wereld                                                    | Het Verdrag van Maastricht (1991) in context van internationalisering/globalisering. |